# Airlink (Papua-Neuguinea)
Airlink war eine Fluggesellschaft mit Sitz in Madang, Papua-Neuguinea. Airlink bot einen Flugplan mit hohen Frequenzen und Charterservice in die entlegeneren Gebiete von Papua-Neuguinea. Das Drehkreuz von Airlink war der Flughafen Madang.

## Geschichte
Die Fluggesellschaft wurde 1989 gegründet und nahm den regulären Liniendienst im Juni 1990 auf. Airlink kaufte Flugzeuge von Talair im Oktober 1990 auf. Die Firma litt unter den zu erwartenden schweren Bedingungen durch den Vulkanausbruch des Rabaul 1994 einschließlich des Verlusts von vier Flugzeugen. Im Jahr 2007 stellte Airlink den Flugbetrieb ein.

## Flugziele
Mit Stand Januar 2005 flog Airlink
Bialla, Buka, Cape Orford, Gasmata, Gonalia, Goroka, Hoskins, Jacquinot Bay, Kandrian, Kavieng, Kiunga, Lae, Lihir Island, Madang, Mount Hagen, Namatanai, Nissan Island, Port Moresby, Rabaul, Tabubil, Tadji, Talasea, Tari, Vanimo, Wewak an.

## Flotte
Mit Stand März 2007 bestand die Flotte der Airlink aus 13 Flugzeugen:
| Flugzeugtyp                  | aktiv | bestellt | Anmerkungen | Sitzplätze |
| ---------------------------- | ----- | -------- | ----------- | ---------- |
| ATR 42-320                   | 01    |          |             | 46         |
| Britten-Norman BN-2 Islander | 03    |          |             | 8          |
| Cessna 404                   | 02    |          |             | 10         |
| Embraer EMB 110P             | 07    |          |             | 17         |
| Gesamt                       | 13    | -        |             |            |